# Kulturna krajina riževih teras Honghe Hani
Riževe terase Honghe Hani so sistem teras za gojenje riža Hani v prefekturi Honghe v okrožju Juanjang v Junanu na Kitajskem. Zgodovina teras sega okoli 1200 let. Celotna površina se razteza na 1.000.000 hektarjih in štirih okrožjih: Juanjang, Honghe, Džinpin in Lüčun, čeprav je osrednje območje teras v okrožju Juanjang. Leta 2013 je bilo 16.603 hektarjev riževih teras Honghe Hani uvrščenih na seznam svetovne dediščine zaradi njihove izjemne prožne konstrukcije, edinstvenega socialno-ekološkega sistema in pomena za ljudstvo Hani.

## Opis
Riževe terase Honghe Hani so na južnih bregovih reke Hong, pod gorovjem Ailao v južnem Junanu. Grob, gorat teren in visoka letna količina padavin so privedli do oblikovanja zapletenega sistema teras za gojenje riža, pri čemer imajo nekatere lokacije več kot 3000 teras med robom gozda in dnom doline. Namakalni kanali in umetni vodonosniki iz peščenjaka razporejajo vodo po pokrajini. Ta sistem že več kot 1300 let neprestano vzdržujejo in upravljajo ljudstvo Han. Pridelovanje riža je pomemben del kulture, teologije, koledarja in političnega sistema Hanov.
Terase sledijo izraziti navpični strukturi, ki je omogočila, da je pokrajina obstala tako dolgo, saj vključuje gozdove, vasi, terase in oskrbo z vodo. Na vrhovih gora (nad 2000 metri nadmorske višine) so gozdovi ohranjeni, da delujejo kot zbiralnik padavin in 'napolnijo' polja in terase pod njim. Zapleten sistem kanalov in jarkov preusmerja vodo v spodnje terase. Vasi v regiji so običajno zgrajene tik pod gozdovi, med 1400 in 2000 m. Na območju svetovne dediščine je zaščitenih 82 vasi, vsaka s 50-100 gospodinjstvi. Stavbe so običajno iz opeke in kamna. Vsako gospodinjstvo obdeluje eno ali dve terasi spodaj, običajno prideluje rdeči riž in vzrejajo govedo.

## Status svetovne dediščine
Območje riževih teras je bilo 28. marca 2008 dodano na Unescov poskusni seznam svetovne dediščine. 20. januarja 2012 je kitajska stran vložila uradno vlogo za uvrstitev na Unescov seznam svetovne dediščine. Prijava je temeljila na kriterijih (i) (»mojstrovina človeške ustvarjalnosti«), (iii) (»izjemno pričevanje o kulturnem izročilu«), (iv) (»pomemben primer krajine, ki ponazarja del človeške zgodovine«), (v) (»odličen primer tradicionalne oblike človeške poselitve«) in (vi) (»povezava s tradicionalnimi načini življenja, idejami ali verovanji«). Nominirano območje je vključevalo eno okrožje (Šindžie, 新街镇), dve okrožji (Pandžihua, 攀枝花乡; Huangmaoling, 黄茅岭乡), 18 upravnih vasi in 82 naravnih vasi.
Mednarodna zveza za varstvo narave (IUCN) je 19. decembra 2012 izdala izjavo, delegacija Mednarodnega sveta za varstvo spomenikov (ICOMOS) pa je nominirano območje obiskala od 8. do 14. septembra 2012. 19. decembra 2012 je ICOMOS od kitajske strani zahteval dodatne informacije. 6. marca 2013 je ICOMOS izdal mnenje o prijavi. Merila (i), (iv) in (vi) so bila ocenjena kot neizpolnjena ali nezadostno utemeljena. Merili (iii) in (v) pa sta bili izpolnjeni in priporočljiv je bil vpis na svetovno dediščino. Na 37. zasedanju Odbora za svetovno dediščino od 16. do 27. junija 2013 v Phnom Penhu (Kambodža) so bile riževe terase Hani dodane na seznam svetovne dediščine.